# Norbert Lins

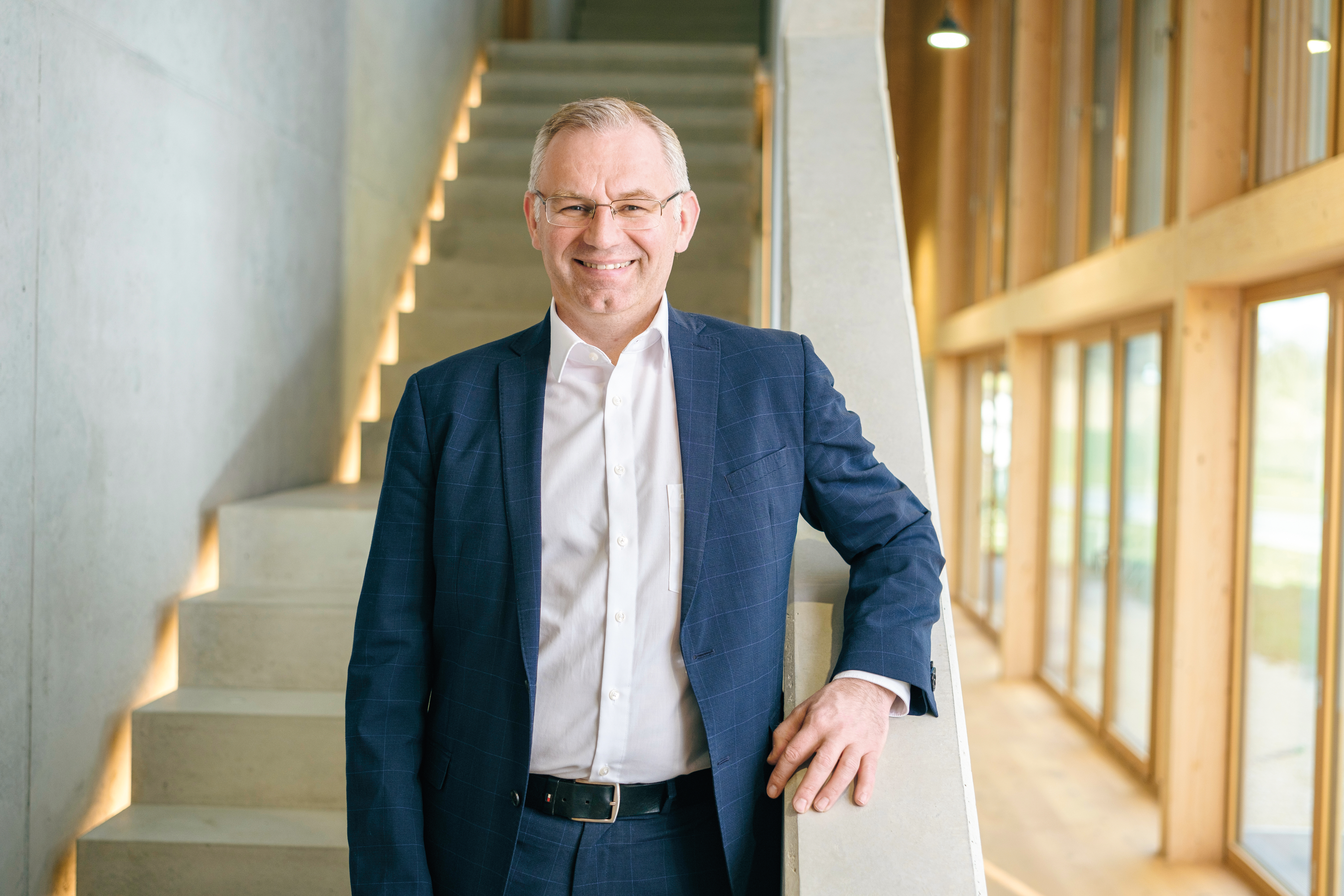
Norbert Lins (2024)

Norbert Lins (* 22. Dezember 1977 in Ravensburg) ist ein deutscher Ministerialbeamter und Politiker (CDU). Seit 2014 ist er Mitglied des Europäischen Parlaments. Seit Juli 2024 ist Lins stellvertretender Vorsitzender des Agrarausschusses des EU Parlaments.

## Leben

### Ausbildung und Beruf
Lins legte 1997 sein Abitur am Wirtschaftsgymnasium Ravensburg ab. Danach leistete er Wehrdienst bei der Bundeswehr in Sigmaringen. Von 1998 bis 2002 studierte er als Anwärter auf den gehobenen Dienst an der Fachhochschule Kehl. Daran schloss er den Masterstudiengang „Europäisches Verwaltungsmanagement“ an der Fachhochschule Ludwigsburg und Kehl an.
2004 wurde er Büroleiter des CDU-Europaabgeordneten Andreas Schwab. Von 2006 bis 2011 war er Lehrbeauftragter an der Hochschule Kehl. Nach einer weiteren Verwaltungsstation wurde er persönlicher Referent von Rudolf Köberle im Ministerium für Ländlichen Raum und Verbraucherschutz Baden-Württemberg. Ab 2013 bekleidete er das Referat „Breitbandförderung“.

### Partei
Lins war kommunalpolitisch in der Jungen Union und der CDU aktiv. Seit 1998 ist er Mitglied des CDU-Kreisvorstandes im Kreis Ravensburg. Von 1999 bis 2004 war er Kreisvorsitzender der Jungen Union im Kreis Ravensburg, von 2003 bis 2011 Mitglied des Landesvorstandes der Jungen Union Baden-Württemberg und von 2005 bis 2011 Bezirksvorsitzender der Jungen Union Württemberg-Hohenzollern. Von 2009 bis 2011 war er Gemeinderat in der Gemeinde Horgenzell. Seit 2011 ist Lins stellvertretender Bezirksvorsitzender der CDU Württemberg-Hohenzollern und seit 2013 mit zweijähriger Unterbrechung 2021 Mitglied des Landesvorstandes der CDU Baden-Württemberg.

### Abgeordnetentätigkeit
Bei der Europawahl 2014 wurde Lins in das Europäische Parlament gewählt. Im Mai 2019 und Juni 2024 wurde Lins jeweils von Platz 4 der CDU-Landesliste Baden-Württemberg in das Europäische Parlament gewählt. Zwischen 2019 und 2024 war er dort Vorsitzender und seit 2024 stellvertretender Vorsitzender des Ausschusses für Landwirtschaft und ländliche Entwicklung, der für die Gestaltung der Gemeinsamen Agrarpolitik in der Europäischen Union zuständig ist.
Er hat den Vorsitz der Delegation im Parlamentarischen Ausschuss Cariforum-EU. Darüber hinaus ist er stellvertretendes Mitglied des Ausschusses für Umweltfragen, öffentliche Gesundheit und Lebensmittelsicherheit, des Ausschusses für Verkehr und Tourismus, der Delegation in der Parlamentarischen Partnerschaftsversammlung EU-Vereinigtes Königreich und der Delegation für die Beziehungen zu Kanada.
2018 war Lins gemeinsam mit dem Abgeordneten Bart Staes Berichterstatter des Sonderausschusses für das Genehmigungsverfahren der EU für Pestizide.
Im Februar 2024 brachte Lins als Vorsitzender des Ausschusses für Landwirtschaft, einen Antrag zur Abstimmung, der auf eine transparente und einheitliche Kennzeichnung von Lebensmitteln abzielte, um Verbraucher umfassend zu informieren und gleichzeitig Innovationen in der Landwirtschaft zu fördern.

## Privates
Lins ist verheiratet und hat vier Kinder. Er lebt in Pfullendorf.

## Sonstiges
2022 wurde er vom Internationalen Hopfenbaubüro mit dem Preis „Ritter des Hopfenordens“ ausgezeichnet.
Er ist Mitglied der überparteilichen Europa-Union Deutschland, die sich für ein föderales Europa und den europäischen Einigungsprozess einsetzt.